# Dicranellaceae
Die Dicranellaceae sind eine Familie von akrokarpen Laubmoosen aus der Ordnung Dicranales.

## Merkmale
Die Pflanzen sind klein und bilden Rasen. Der Stämmchenquerschnitt weist einen Zentralstrang auf. Die Blätter mit einfacher Rippe sind anliegend oder aufrecht-abstehend, oft gekrümmt oder sichelförmig-einseitswendig, schmal-lanzettlich, oft pfriemenförmig. Die Laminazellen sind rechteckig, glatt und nicht getüpfelt; Blattflügelzellen sind nicht differenziert. Die Seta ist aufrecht oder gekrümmt, die Sporenkapsel aufrecht bis horizontal und eiförmig bis kurz-zylindrisch, der Deckel kegelförmig bis lang geschnäbelt, das Peristom gewöhnlich wie bei den Dicranaceaen mit 16 gespaltenen Zähnen. Die Kalyptra ist kappenförmig, Sporen sind gewöhnlich papillös. Die Moose sind diözisch oder autözisch.

## Verbreitung
Die kosmopolitisch verbreitete Familie ist auf der Nord- und Südhalbkugel vertreten, es handelt sich überwiegend um bodenbewohnende Moose.

## Systematik
Die Gattungen der Familie waren traditionell der Familie Dicranaceae zugeordnet. Aufgrund von Molekulardaten wurde Dicranellaceae durch Stech abgetrennt. Sie zählt weltweit zirka 230 Arten, verteilt auf 5 Gattungen:
- Bryotestua
- Campylopodium
- Dicranella, artenreichste und einzige auch in Mitteleuropa vertretene Gattung
- Leptotrichella
- Microcampylopus